# Igreja Matriz de Santo Antônio em Jacobina
A Igreja Matriz de Santo Antônio em Jacobina é um templo católico situado no município de Jacobina. Encontra-se como estrutura histórica tombada pelo Instituto do Patrimônio Artístico e Cultural da Bahia, órgão do governo do estado da Bahia, sob o Decreto n.º 8.357/2002.
A Igreja Matriz de Santo Antônio está situada na praça Rui Barbosa, no município baiano de Jacobina.

## História
O segundo Arcebispo da Bahia, Fr. João de Madre Deus, chegou à Salvador em 1683, quando criou a Freguesia de Santo Antônio da Jacobina, com sede em Jacobina Velha, atual Campo Formoso. Esta freguesia foi dissolvida e dividia, no ano de 1758, pelo próprio João de Madre Deus em decorrência de rivalidades entre as famílias Garcia D’Ávila e Guedes de Brito. A sede da nova freguesia foi passada para o território da Casa da Ponte, local da atual cidade. Ainda nesse ano foi nomeado o padre José de Souza Monteiro seu primeiro vigário. Alguns autores situam o desmembramento da freguesia, em 1752.
Alguns anos depois, em 1895, foi construída a torre do lado do Evangelho, pelo vigário Ágio Moreira Maia, utilizando pedras da inacabada Igreja dos Remédios. Por fim, no ano de 1938 os padres Cistercienses passaram a administrar esta e demais igrejas da Paróquia.
Uma vistoria de 30 de outubro de 2001 indicou que a estrutura da igreja se encontrava prejudicada por mutilação e inserção de elementos não condizentes com o volume, a disposição espacial e fachada. A estrutura do retábulo encontrava-se danificada pelos cupins. Outro problema encontrado foi o forro do altar-mor, que exigem restauração de várias tábuas danificadas e peças de sustentação.